# Мюллер, Йорг (психотерапевт)
Доктор Йорг Мюллер — психотерапевт, деятель в области теологии и психологии.

## Биография
Он родился в 1943 году в городе Бернкастель-Кус (Мозель, земля Рейнланд-Пфальц).  Его интерес к познанию проявился во время учебы с 1966 по 1971 год. В Инсбруке он изучал теологию, философию и педагогику, в Зальцбурге - психологию, медицинскую психологию и патологию. 
Он работал профессором богословия в Зальцбурге, Трире, Бернкастель-Кусе и Саарбурге. Вскоре Йорг Мюллер перешёл в практическую сферу, став психотерапевтом, и открыл свою частную клинику.
В 1989 году он нашел единомышленников и духовных спутников, вступив в общину паллотинских отцов во Фрайзинге.
В 1995 году Йорг Мюллер основал «Общество исцеления» – стационарный психотерапевтический центр, нацеленный на поддержку людей, страдающих от психических расстройств.
Вскоре о нём узнали за пределами Германии: врачи из России, Беларуси, Чехии, Австрии, Нидерландов и Румынии стали приглашать доктора делиться личным опытом и методами терапии.
За время своей практики Мюллер написал более 60 книг, а также выпустил 4 кассеты с песнями.